# 樱井德太郎
樱井德太郎（日语：桜井徳太郎, 1987年6月21日—1980年12月28日）生于日本福冈，是日本帝国陆军的少将，第二次世界大战期间指挥日本在缅甸的地面部队。